# Uridine triphosphate
L'uridine triphosphate est un nucléotide, coenzyme de transfert de groupements phosphate qui est associé de façon non covalente (c'est un co-substrat) aux enzymes de la classe des kinases.
Les propriétés de l'uridine triphosphate et de ses dérivés, uridine diphosphate et uridine monophosphate, sont identiques à l'adénosine triphosphate (et ses dérivés).

## Utilisation thérapeutique
Cette molécule est à l'origine de l'Uridine triphosphate trisodique qui est un médicament utilisé en cas de dorsalgie primitive. Il est à prendre par voie orale et doit être dilué avant l'administration.